# Jüdischer Friedhof (Barchfeld)

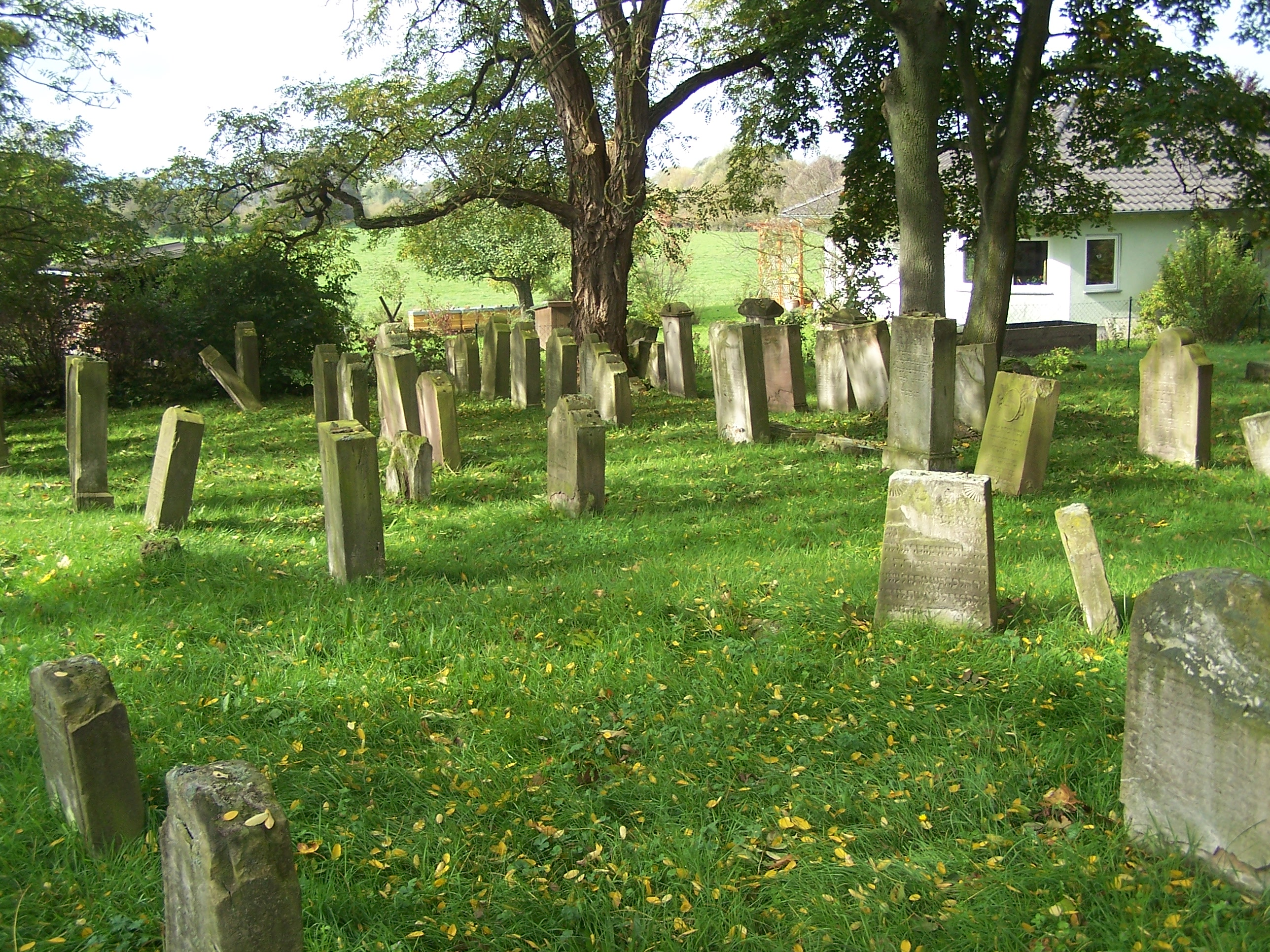
Jüdischer Friedhof Barchfeld

Der Jüdische Friedhof Barchfeld liegt im Ortsteil Barchfeld der Gemeinde Barchfeld-Immelborn im Wartburgkreis in Thüringen. Seit 1984 ist der Friedhof als geschütztes Baudenkmal registriert.

## Beschreibung
Der jüdische Friedhof Nürnberger Straße 73 liegt zwischen dem Ort und der Werra an der B 19 in Richtung Eisenach. Eine Teilfläche des alten Friedhofes in der Größe von etwa 350 m² ist heute als Friedhof hergerichtet. Sie ist von einem Holzzaun umgeben. Im Jahr 1999 wurden 82 Grabsteine sowie einzelne Steinsockel und wenige Grabeinfassungen ohne Gedenksteine registriert.

## Geschichte

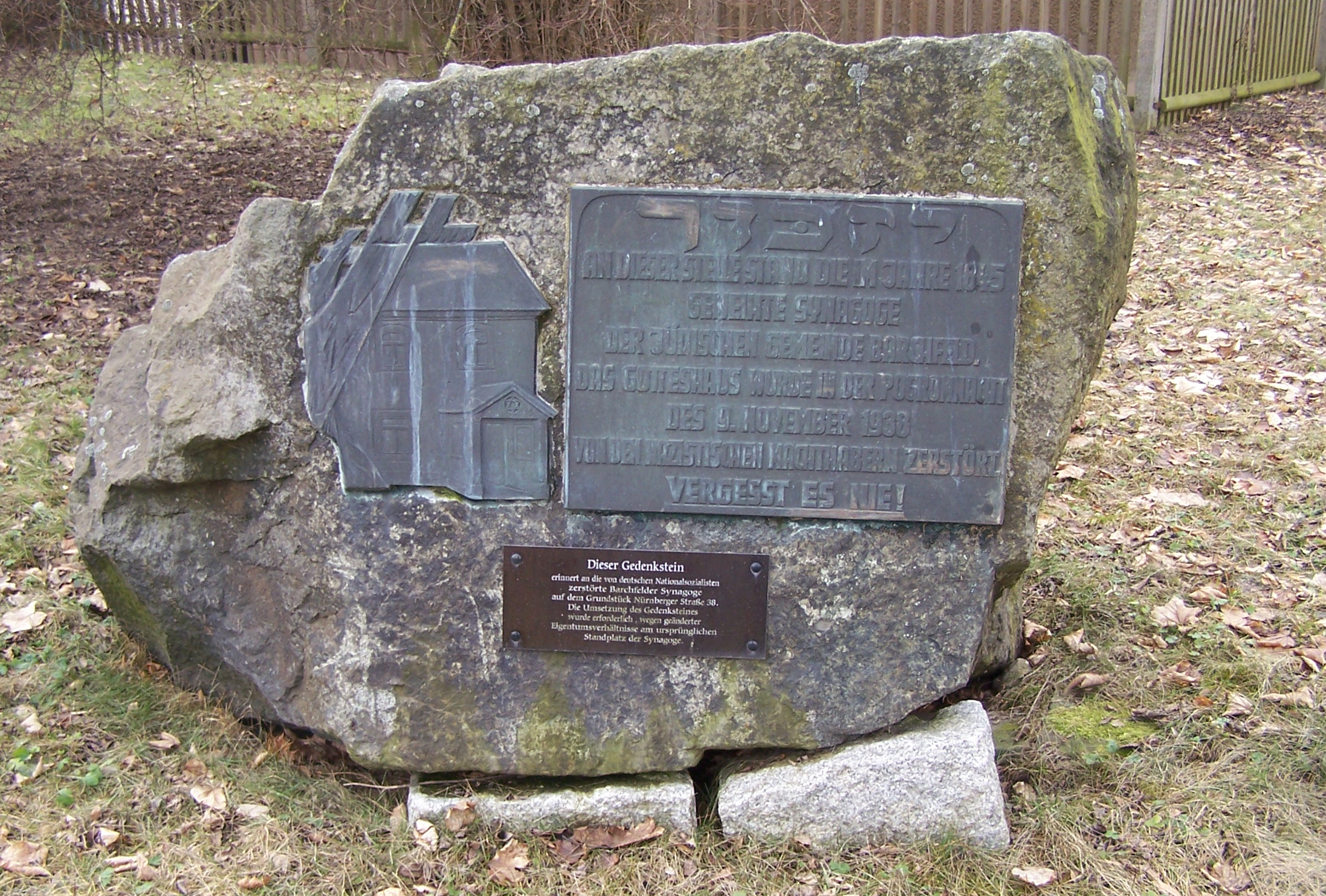
Gedenkstein auf dem Friedhof, der bis 1995
am Standort der ehemaligen Synagoge stand

Bereits im Jahr 1686 konnte die jüdische Gemeinde Barchfeld einen jüdischen Friedhof anlegen. Damals überließ die Landgräfin Hedwig Sophie von Hessen ihren Schutzjuden ein Stück Land für einen Begräbnisplatz. Er befand sich an dem beim Dorf gelegenen „Fischertor“. Im Jahr 1714 wurde der Friedhof erstmals erweitert, 1741 erhielt er eine Umzäunung. 1786 wurde der Friedhof ein weiteres Mal um ein „sechzehntel Acker“ erweitert, ein drittes Mal im Jahr 1803. Im Zuge der Vergrößerungen wurde auch jeweils der jährliche Erbzins erhöht.
Seit 1843 wurde ein neues Grundstück als Begräbnisfläche benutzt, eine letzte Erweiterung erfolgte 1898. In der NS-Zeit wurden viele der Grabsteine, insbesondere die wertvollen der Jahre 1885 bis 1936, von einzelnen Barchfelder Bürgern gestohlen und für persönliche Zwecke zweckentfremdet, z. B. für Fundamente bei Hausneubauten. Dadurch verschwanden etwa zwei Drittel der Grabsteine. Aus dem 20. Jahrhundert blieb nur der Grabstein von Elora Strauß (1873–1936) erhalten.
Die noch vorhandenen Grabsteine wurden nach 1945 wieder aufgerichtet. Die jüdische Landesgemeinde in Thüringen verkaufte einen Teil des alten Friedhofsgeländes an einen angrenzenden Nachbarn.